# Хип-хоп музика
Хип-хоп (енгл. hip-hop) или хипхоп је врста музике и поткултура која је настала средином 1970-их у Њујорку, у четвртима Бронкса.
Термин „хип-хоп“ (енгл. hip (hipper; hippest) + hop (hopped; hopping)) односи се на музичку форму (хип-хоп музика), и културни покрет (хип-хоп култура), који се претежно развијао унутар афричко-америчке урбане заједнице. Откако се први пут појавио у Њујорку 1970-их година, хип-хоп се развијао и обухватио не само реп музику, већ цео животни стил који се константно сједињавао са различитим елементима технологије, уметности и урбаног живота. Хип-хоп садржи две основне компоненте: реповање (енгл. MCing, од ) и ди-џејинг (енгл. DJing, од ). Заједно са хип-хоп плесом (углавном брејкденсинг) и урбаном уметношћу, тј. графитима, ово чини четири елемента хип-хоп културног покрета чију су историју започели млади, углавном људи афричког порекла који су живели у Америци.

## Историја
Настанак термина „хип-хоп“ везује се за ди-џеја Lovebug Starski, који је употребио тај термин у својој песми HIP HOP SHOOWOP DA BOP. Међутим, термин је званично оформљен тек када је Afrika Bambaataa почео да га користи. Исти термин је такође употребио и Space Cowboy из групе The Shugarhill gang у песми Rapper's Delight.

— Rapper's Delight, The Sugarhill Gang
Први елемент који је почео да развија хип-хоп културу је ди-џејинг. Наиме, током раних 1970-их, DJ Kool Herc пореклом са Јамајке стигао је у Њујорк. Док је боравио на Јамајци, упознао је њихову традицију „здравице“, тј. импровизоване поезије и њеног казивања преко реге, диско и фанк плоча. Током 1980-их и 1990-их година па све до данас, ди-џеј није имао неку значајнију улогу од оне коју је имао у клубовима. Он је ту да подржи ем-сијa (репера) тако што изводи инструменталну нумеру која се назива „бит“ (енгл. beat). Бит је у ствари инструментална позадина хип-хоп песме која укључује појаву перкусија, синтисајзера и било ког другог звучног елемента песме који није глас репера. Бит обично компонује продуцент, а неки репери стварају и сопствене. Извођачи тврде да је бит веома битан део песме, зато што диктира темпо, расположење и прогресију песме. Многи уметници користе већ постојеће битове за своју песму. Наиме, бит се често стварао тако што се користио узорак одређених инструмената (нпр. перкусија) из већ постојећих песама, обично фанк или соул снимака.
DJ Kool Herc је такође био и један од изумитеља breakbeat deejaying (1973. године). Брејкбит (енгл. Breakbeat) је у ствари део песме у коме ритам диктира деоница перкусија, али без осталих инструмената („break“ или „getdown“ делови). Брејкбит је постао и део песме у коме су наступали играчи (B-Boys).
Прва забележена реп група која је постојала у Америци била је Kool Herc and The Herculoids. Заједно су наступали по клубовима и врло брзо стекли популарност. Касније су се појављивале и друге реп групе које су у то време наступале само у клубовима. Појава групе The Shugarhill gang са песмом Rappers Delight на америчким топ листама се у енциклопедијама савремене музике третира као почетак реп еволуције. Неки историчари наводе да је група King Tim III (Personality Jock) by the Fatback Band имала прву комерцијалну хип-хоп песму, али су они били фанк и диско група. Године 1980. Kurtis Blow објављује свој први албум The Breaks и он је први хип-хоп уметник који се појавио на националној телевизији.
Од 1970. године диско музика је постајала мање динамична, далеко отклоњена од њене културне базе, и призната као музика беле расе за млађу популацију. Ова радикална промена се осетила међу црначком младежи, и у Њујорку средином 1970-их година доминантна музика међу црном популацијом је управо била диско музика, али они нису били задовољни диско музиком, за њих је била сувише нервозна, што у њиховој терминологији значи пребрза. Музички, диско и фанк су били креативно важни за реп. Када су клубови постали основа за диско музику, улица је постала основа за реп.
Важан моменат у историји хип-хоп музике збио се око 1983, када су бивши члан групе Afrika Bambaataa - Vlack Spades и the Soul Sonic Force издали песму Planet Rock. Уместо реповања преко диско битова, они су осмислили нови фанки електро звук, и у ствари направили прву реп плочу на којој се користе синтисајзери и електронске ритам машине. Велика сензација је проузрокована овом песмом и од тада репери креирају сами позадинску музику (бит). Исте године се јавља beat boxing - произвођење ритма помоћу гласа.
Рани хип-хоп је често бивао заслужан за редуковање насиља у црначком гету замењујући физичко насиље са хип-хоп борбама у брејкденсу (енгл. breakdance), реповању и цртању графита. До 1985. деца широм света су на уличном углу, намештајући стерео уређај пуштала нумере од Run DMC, LL Cool J, the Fat Boys, Herbie Hancock, , , , , .
Главно историјско доба хип-хопа је old school hip hop era (1970. до 1985), тј. сам почетак до његовог испољавања, и Златно доба хип-хопа (1985. до 1993), у коме су се испољили звукови репера са источне и западне обале и велики успон појединих праваца у реп музици као нпр. генгста реп и џи-фанк. Постоје још неки мањи правци у хип-хоп музици, као нпр. Dirty South, Midwest итд. После златног доба хип-хопа следи период који се назива „new school“.
Током Златног доба хип-хопа често је долазило до суочавања између генгста репера са источне и западне обале. Главни сукоб био је између 2Pac и The Notorious B.I.G., што је и довело до смрти обојице 1996. и 1997. године.
1991. године група N.W.A. (Niggaz With Attitude) издала је албум Niggaz4Life. To је прва хардкор реп плоча која је стигла до врха топ листе иако су неке продавнице одбијале да је продају, a енглеске власти су је заплениле због опсцености. Један од чланова групе N.W.A. 1993. издаје самостални албум The Chronic и започиње серију генгста репа. Још један значајан моменат у хип-хоп музици се десио током 2000. године када је шкотско-амерички бели репер Eminem уз велику подршку репера и продуцента познатог као Dr. Dre издао албум The Marshall Mathers LP који је распродат у девет милиона примерака. Од 2000. године па до данас из године у годину се изузетно повећавао број хип-хоп албума и данас је овај жанр један од најслушанијих праваца музике у свету.

## Важнији правци
Хип-хоп се може поделити на основу врсте музике и теме реповања.

### Подела на основу врсте музике

#### Гангста-реп
Један од најконтроверзнијих праваца у хип-хоп музици је свакако гангста-реп. У оквиру њега се говорило о уличним бандама, сексу, дрогама и насиљу у унутрашњости Лос Анђелеса и Њујорка и због овакве теме, гангста-реп је привлачио велику пажњу слушалаца. Гангста-реп се први пут јавно представља публици 1986. године, a две године касније изласком албума Straight Outta Compton од N.W.A. који је привлачио пажњу и FBI-a, афирмише се на глобалном нивоу. Био је то глас угњетаване црне расе, с тим што су се гангста-репери углавном налазили у лошем окружењу: били су чланови банди, диловали дрогу итд. Гангста-реп описује живот на улици уз све своје негативне чињенице: проституцију, обрачун банди, диловање дроге, убиства, насиље. Међутим, и после покушаја да се због експлицитних текстова овакве групе цензуришу, гангста-реп је био још више популарнији. Последњих десет година 20. века овај правац постао је велики део америчке музике и изазвао значајну контроверзу преко текстова који су промовисали насиље, промискуитет, дрогу и мизогинију. Представници овог жанра су: ICE-T, N.W.A., ICE CUBE, 2Pac, , , , , , , .

#### Бас реп
Бас реп је врста репа која је карактеристична по бржем темпу, а настала је на Флориди и до данас је најпопуларнија у неким јужним државама Америке. Представници овог жанра су 2 Live Crew и I Quad City DJ's.

#### Џи-фанк
Џи-фанк је врста репа коју су лансирали репери из Лос Анђелеса (Dr.Dre). Име је преузето од имена групе Парламент Фанкаделик (П фанк). Карактеристике џи-фанка су дубоки басови, појава развијеније мелодије и појава женских пратећих вокала, док је главни акценат, наравно, на гласу репера. Ово је и данас један од познатијих праваца, али је изумро са реп сцене крајем деведесетих година. Данас га користи само неколико продуцената као што су ди-џеј Бетлкет и Даз Дилинџер.

#### Кросовер реп
Кросовер реп је некада означавао правац у реп музици где се у саму продукцију додаје једна већа доза рок музике. Међутим, 1990-их година, дошло је до мешања реп музике са поп и R&B звуком. Представници овог жанра су , Heavy D, Beastie Boys, Salt'n'Pepa, Run DMC, Фифти сент, Снуп Дог.

#### Џез реп
Џез реп је нешто мање познати али квалитетнији алтернативни правац реп музике. Овде се велики акценат ставља на саме семплове и продукцију што је оправдано, јер је код овакве врсте репа потребно знати и свирати инструменте. Представници овог жанра су , Jungle Brothers, the Roots, De La Soul, .

### Подела на основу тема реповања

#### Социјално-политички реп
Социјално-политички реп се први пут појавио почетком 1980-их. Одликују га социјално-политичке поруке и борба против расизма, угњетавања од стране белаца и насиља. Прави процват је остварио 1988. године изласком албума It Takes A Nation Of Millions To Hold Us Back групе Public Enemy. Chuck D, један од репера из поменуте групе је изјавио: 
Мој посао је да пишем шокантне текстове који ће пробудити људе.
Још од 1988. године текстови Chuck D су били у центру контроверзе која је кружила у хип-хоп култури и помогли су да Public Enemy постане једна од најуспешнијих и најутицајнијих група у историји репа. Генгста реп је такође почео да се развија осамдесетих година, али му је требало око десетак година да се потпуно афирмише.

#### Бетл реп
Ово је најзаступљенији реп жанр, из простог разлога што се појављује код свих претходно наведених жанрова. Он се везује за сам почетак хип-хопа. Први репери су говорили о томе колико су успешни и колико су им добри текстови (риме). Позната такмичења, MC BATTLE, су била места за борбу између најбољих међу њима и од почетка реп историје до 1988. године ово је био жанр број један у репу. Највише су се истицали: Kurtis Blow, Rakim, Ryn DMC, Big Daddy Kane и наравно вероватно највећи braggadacio репер до данас - LL Cool J. Сам жанр је наставио да успешно да живи до дана данашњег, с тим што се данас више не говори о имиџу, текстовима, тј. римама, већ о новцу, злату, скупим колима...

## Улога текстова у песмама
У хип-хопу постоји једно битно правило: буди оригиналан. Већину текстова репери пишу унапред, али реповати са папира се сматра грехом. У ствари, до изражаја долази права вештина када се догоди да се заборави оно што је на папиру, па репери на концертима једноставно почну да измишљају стихове на лицу места. Реп продуцент Larry Smith за извођача Melle Mel каже:
Када репује, он слика слику. Он описује речима, а ви видите све о чему вам Мел говори.

## Важнији елементи

### Хип-хоп плес
Хип-хоп се првобитно играо уз хип-хоп музику, или се развио као део хип-хоп културе. Хип-хоп музика, а такође и игра се може поделити на стару школу (енгл. old school) и нову школу (енгл. new school). Хип-хоп плесни облици су се појавили као независни, и многи људи га данас играју без обзира што имају мало или никакве везе са оригиналном културом. Из оригиналног играчког облика у хип-хоп култури су створени поджанрови, један од њих је брејкденс. Игра која је саставни део генгста репа је крип вок, а измислили су је чланови банде крипс из Лос Анђелеса.

### Графити
За разлику од ди-џејинга и реповања, елемент хип-хопа познат под називом „графити арт“ развија ову културу у виду ликовне уметности, а теме су поглед на свет око нас. Настали су пре отприлике 30 година, чиме су фактички најстарији елемент хип-хопа, али и најконтроверзнији јер је илегалан.

### Сленг
Хип-хоп музика користи варијанте сленг (енгл. slang) термина који се мењају како се мења и сам хип-хоп. Многе речи из овог речника су преузете из African American Vernacular English. Сленг коришћен у хип-хоп музици нам често може открити одређено доба хип-хопа. Током необичног комерцијалног успеха крајем XX и у раном 21. веку, како се хип-хоп култура проширила широм света, људи који чак и не говоре енглески језик користе речи из сленга хип-хопа и често дају модификовано значење речи њиховој сопственој сврси. Ово не подразумева да је улични црни језик граматички нетачан када се пореди са енглеским, већ се ради о константном инвестирању (улагању) и варијацији нове терминологије удружене са уличним говором. На пример, још од 1960. разни извођачи употребљавају речи у њиховом супротном значењу, као што је реч „лош“ у значењу „добар“ или „изузетан“. Мењање значења „лош“ као супротно од нечег доброг зависи само од вокалне промене, израза и контекста у оквиру кога је термин „лош“ коришћен. Током 1980-их година текстописци реп музике почели су да замењују реч „лош“ са изразима као што су def, dope, phat да опишу нешто добро или изузетно. Речи из сленга су се прилагодиле у многе различите дијалекте широм Америке и света и чак до људи који нису обожаватељи хип-хопа.

## Негативни утицаји

### Блинг-Блинг
У последњој деценији 20. века уздиже се популарност bling-bling животног стила реп музике, тј. фокусирање на симболе добра и статуса као нпр. новца, злата, кола и одеће. Иако је све ово постојало и пре хип-хоп културе, нова, интензивна bling-bling култура има корене у огромној комерцијалној успешности крајем 20. века (захваљујући видео спотовима). Други уметници, углавном ван хип-хоп културе, су критиковали тежњу bling-bling као материјалистичког.  Реп продуцент Marley Marl каже да је реп музика направљена за гледање и да је у ствари свој албум направио за људе који желе да слушају „кул“ музику док возе, јер битови су направљени да натерају звучнике да „урличу“.

### Мизогинија
Стихови који промовишу мржњу, објектификацију и експлоатацију жена су све више прихваћени као облик уметничког израза, посебно у хип-хоп и реп музици. Према Др. Gwendolyn Pough са Универзитета у Минесоти:
To дефинитивно утиче на девојке, посебно на црне девојке, у музици се јављају поруке које нам говоре шта треба да радимо да бисмо биле жељене и, у неким случајевима, поштоване.
Песма Down Ass Bitch популарног уметника Rule-a каже:
| „ |  | ” |

Понекад чак и цензурисане верзије песама садрже мизогине поруке. Песма I Need Me a Bitch коју изводи Nate Dogg је цензурисана да би могла да се пушта на радију. Назив песме је промењен у I Need Me a Chick, али суштина остаје непромењена:
| „ |  | ” |

## Популарност
Многе радио-станице прате формат који нагиње приоритету издавачких кућа, а то је зарађивати новац. Хип-хоп је у овом погледу коришћен више као маркетиншки потез него као социјална форма израза.
Дуго времена, BET био је једини телевизијски канал који је пуштао велику количину хип-хоп музике, али последњих година VH1 и MTV почели су да пропагирају хип-хоп више него било који други жанр. Многи градови имају неку врсту локалних хип-хоп новина, док су хип-хоп магазини са националном поделом распрострањени у неколико земаља. 21. век прати успон система медија, и хип-хоп сајтови сада нуде обимне дневне хип-хоп репортаже.
Време је врло битно у реп традицији. Постоји специјалан концепт времена који је прво реализован као бит. Реп песма је најчешће у умереном темпу који варира од лаганог (80-88 бита/1 минут) до умереног (92-132 бита/1 минут). У реп музици се истиче ритмичност текста и да би текст публици био јасан и прегледан потребно је да песма буде у умереном темпу.
У хип-хоп музици ритам је саграђен од ранијих узорака афричко-америчке музике, док реповање комбинује два главна средства уметничке традиције „црне Америке“ – реторика црначког приповедања, и ритам црначке музике. Хип-хоп музика подразумева и изузетно ритмичан текст у коме се користе технике као нпр. асонанца, алитерација и рима.
Свака реп песма је скоро увек у такту 4/4. Међутим, уместо јасне 4/4 поделе као нпр. у поп музици, хип-хоп је заснован на предвиђеном осећају (слично наглашавању свинга у џез перкусијама).
Иако многи репери и обожаватељи хип-хопа истичу да је примарна порука испоручена текстом, неки као нпр. репер Melle Mel истичу да су инструментални делови у ствари много важнији, зато што они стварају расположење и да су ти делови извор брзог везивања публике за песму.
Музика је нестала из већине дискусија о репу, делимично зато што многи и не признају реп као музику. Џон Блекинг је истакао да је и ритмично рецитовање музика и класификује се као песма. Међутим, објективно укључивање репа у категорију музике пада у 3 категорије:
- хип-хоп музика није оригинална,
- није мелодична
- не захтева музичке вештине.

Прва тачка означава да продуценти или сами уметници користе претходно снимљене материјале (бит) као сиров материјал. Hank Shocklee је истакао да репери не воле музичаре и да их не поштују. Разлог томе је зато што они посматрају људе који се баве реп музиком, као неког без имало знања. Он тврди да је у ствари супротно, и да они имају боље чуло за музику и шта се све са њом може извести. Он је предложио и незваничну дефиницију музике да би оправдао свој рад:
Ми верујемо да музика није ништа друго него организована бука. Можете узети било шта - уличну буку, нас како разговарамо, шта год желите - и направити музику његовим организовањем.
Иако је хип-хоп музика настала у Америци, раширила се широм света. Хип-хоп је био скоро непознат изван Сједињених држава пре 1980. године. Током те деценије ова музика почела је да се шири на све континенте и постала је део музичке сцене у многим земљама. Ширење музике је било испреплетено са хип-хоп културом – популаризовани су разни елементи хип-хоп културе, као нпр. брејкденсинг.